# Daiki Umei
Daiki Umei (梅井 大輝 Umei Daiki?), född 5 oktober 1989 i Fukui prefektur, är en japansk fotbollsspelare.
Umei började sin karriär 2008 i Yokohama F. Marinos. Efter Yokohama F. Marinos spelade han för Thespa Kusatsu, Oita Trinita, Zweigen Kanazawa, Saurcos Fukui, Fukushima United FC och SC Sagamihara.